# Luigi Piotti
Luigi Piotti (n. 27 octombrie 1913 - d. 19 aprilie 1971) a fost un pilot italian de Formula 1 care a evoluat în Campionatul Mondial între anii 1955 și 1958.